# Tumbling Dice
Singles de The Rolling Stones
Wild Horses
(1971) Happy
(1972)
Pistes de Exile On Main St. 
Casino Boogie Sweet Virginia
Tumbling Dice est une chanson des Rolling Stones, écrite par Mick Jagger et Keith Richards, publiée en single le 14 avril 1972, et sur leur double album Exile on Main St. le 12 mai 1972. 
Enregistrée à la Villa Nellcote de Villefranche-sur-Mer, que Keith Richards a louée à l'été 1971 et qui sert de lieu, dans ses sous-sols, à l'enregistrement d'Exile on Main St. avec les moyens techniques offerts par le studio mobile des Rolling Stones, la chanson est ultérieurement complétée (avec notamment les chœurs féminins) aux studios Sunset Sound de Los Angeles.
Premier single issu de ce 10e album britannique (et 12e album américain) des Stones, Tumbling Dice a atteint la 7e place des charts aux États-Unis et la 5e en Angleterre. La chanson parle d'un joueur invétéré et qui ne peut pas rester fidèle avec les femmes (comme un dé qui roule). Elle a été interprétée en concert dans la plupart des tournées du groupe depuis sa parution et a été reprise dans de nombreux genres, comme le reggae, le bluegrass, le Noise rock. Une reprise chantée du point de vue féminin par Linda Ronstadt en 1978 a également rencontré le succès dans le Top 40 américain.

## Interprètes
- Mick Jagger : chant, guitare rythmique
- Keith Richards : guitare solo, chœurs
- Mick Taylor : basse
- Charlie Watts : batterie
- Jimmy Miller : batterie (coda)
- Nicky Hopkins : piano
- Bobby Keys : saxophone
- Jim Price : trompette, trombone
- Clydie King, Vanetta Fields + des amies : chœurs